# Wilfried Tevoedjre
Godonou Wilfried Tevoedjre (* 20. September 1979 in Cotonou) ist ein beninischer Schwimmer.

## Erfolge
Bei den Olympischen Sommerspielen 2012 in London gehörte Tevoedjre zum fünfköpfigen Team Benins. Er trat über 50 m Freistil an und schied mit einer Zeit von 29,77s im Vorlauf 1 aus. Weitere internationale Teilnahmen hatte Tevoedjre bei den Weltmeisterschaften 2011 und 2013, den Kurzbahnweltmeisterschaften 2010 und 2012 sowie den Afrikanischen Meisterschaften 2012.